# فرناندو لورينزو
فرناندو لورينزو (بالإسبانية: Fernando Lorenzo)‏ هو اقتصادي وسياسي أوروغواني، ولد في 31 يناير 1960 في مونتفيدو في الأوروغواي. حزبياً، نشط في الجبهة العريضة ‏.